# Михайлово (Врачанська область)
Миха́йлово (болг. Михайлово) — село у Врачанській області Болгарії. Входить до складу общини Хайредин.

## Населення
За даними перепису населення 2011 року у селі проживали 1048 осіб.
Національний склад населення села:
| Національність   | Кількість осіб | Відсоток |
| ---------------- | -------------- | -------- |
| болгари          | 662            | 82,8%    |
| цигани           | 133            | 16,6%    |
| Всього відповіли | 800            |          |

Розподіл населення за віком у 2011 році:
Динаміка населення: